# 城定信次
城定信次（1977年8月28日—），前日本職業足球員，日本20歲以下足球代表隊成員。

## 俱乐部生涯
1996年，城定信次在浦和紅鑽开始足球生涯。2002年转会至新潟天鵝，2004年转会至湘南比馬。2006年，引退。

## 日本國家足球隊
城定信次参加了1997年世界青年錦標賽。

## 外部連結
- （日語）J.League Data Site （页面存档备份，存于）